# Cinque K

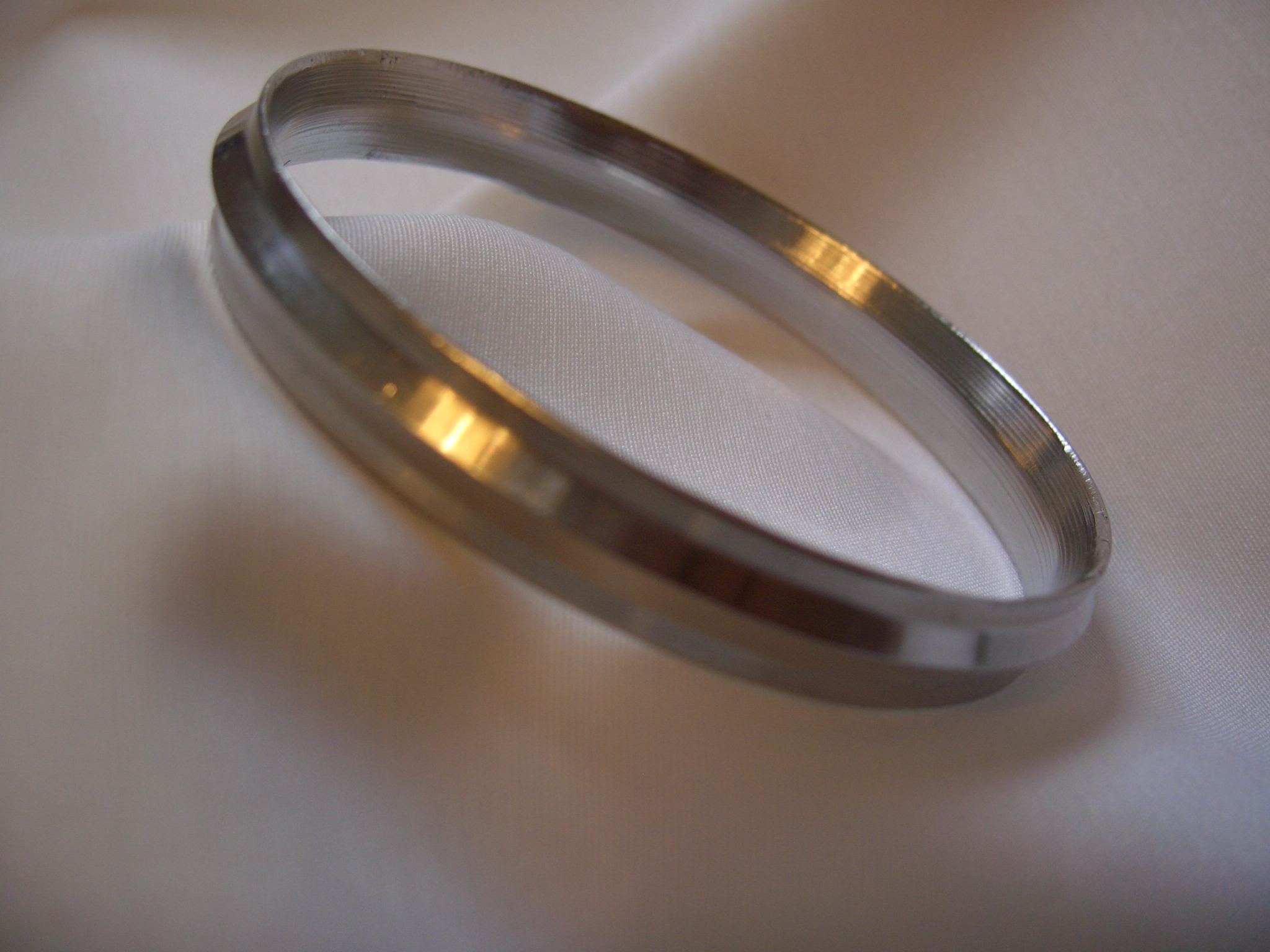
Kara, il braccialetto: un cerchio senza fine, simbolizzante l'infinito, il divino.

I Cinque K o Panj kakke sono i simboli esteriori, visibili, sempre portati da un sikh. Entrando a far parte del Khālsā, i sikh (uomini e donne) fanno voto di portare i cinque seguenti simboli (i cui nomi cominciano con K): 
- Kesh: è il divieto di tagliare i capelli (tradizionalmente associati alla forza vitale), la barba (simbolo di virilità, coraggio e saggezza) e i peli del corpo. I capelli sono coperti con un particolare tipo di turbante, il dastar.
- Kangha: piccolo pettine di legno che tiene in ordine e i capelli sotto il turbante; questo pettine rappresenta la pulizia,un Sikh deve pettinate i capelli almeno due volte al giorno mattino e sera. A differenza di alcuni yogi che tengono i capelli unti[1];
- Kachera: Pantaloni larghi e corti che si mettono sotto i vestiti segno di pulizia. Possono essere anche serrati alle ginocchia, per andare a cavallo senza che ostacolino il movimento in combattimento. Occorre tenere a mente che il vestito tradizionale degli uomini è il dhoti, semplice perizoma avvolto intorno ai fianchi. Con i Kachera, un sikh è sempre pronto a combattere;
- Kara: braccialetto di ferro simbolizzante l'umiltà e l'appartenenza al divino, ricorda sempre a un Sikh di fare la lezione giusta;
- Kirpan: pugnale, di solito a lama curva. Portando un'arma, a volte simboleggiata oggi da un pugnale in miniatura, il sikh tiene a mente le persecuzioni che la loro religione e molte altre hanno sofferto, e la necessità di difendere la libertà di coscienza - la loro  e quella degli altri - contro l'oscurantismo. Questo pugnale è segno di coraggio.

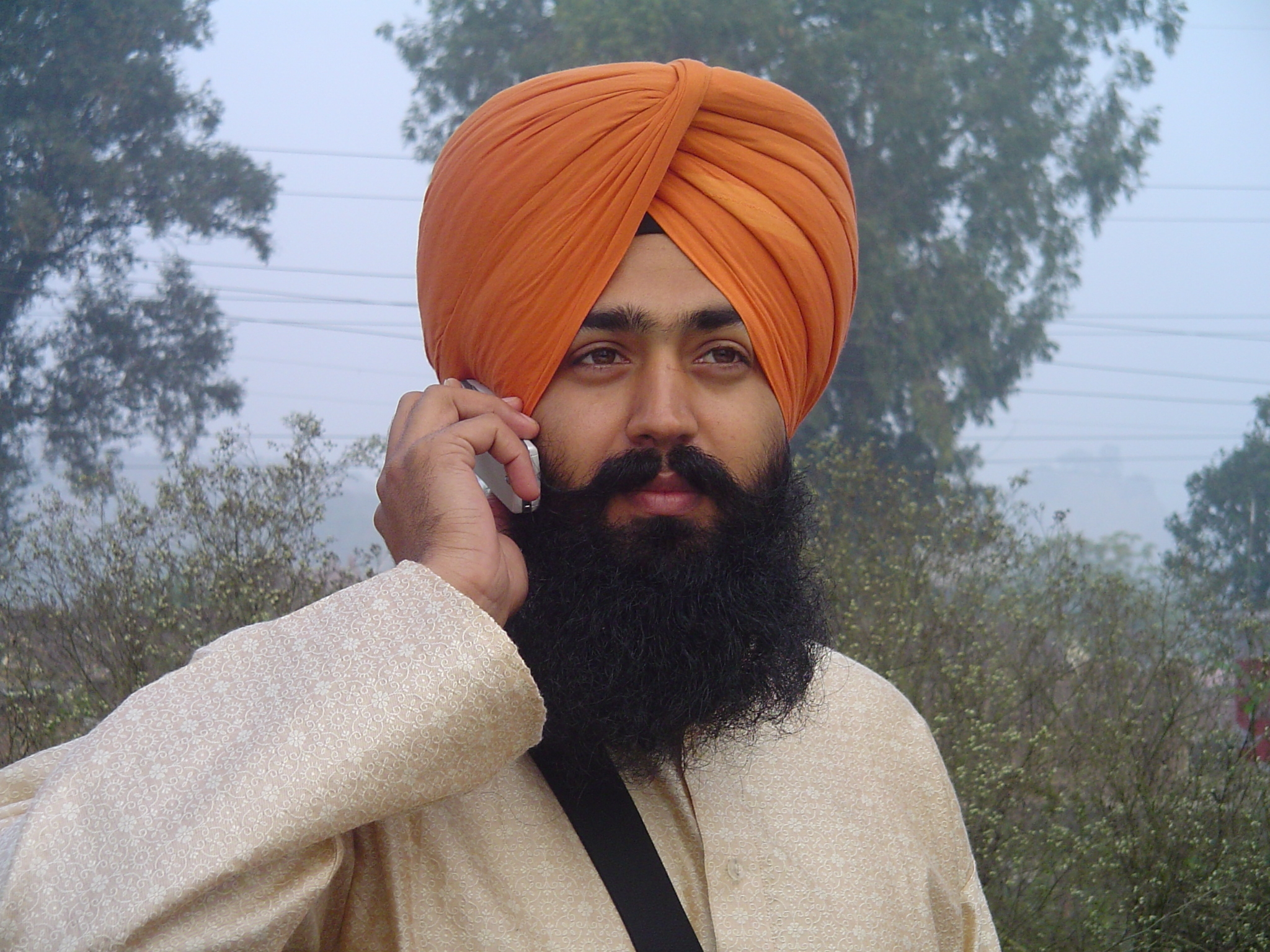
Un sikh porta il turbante

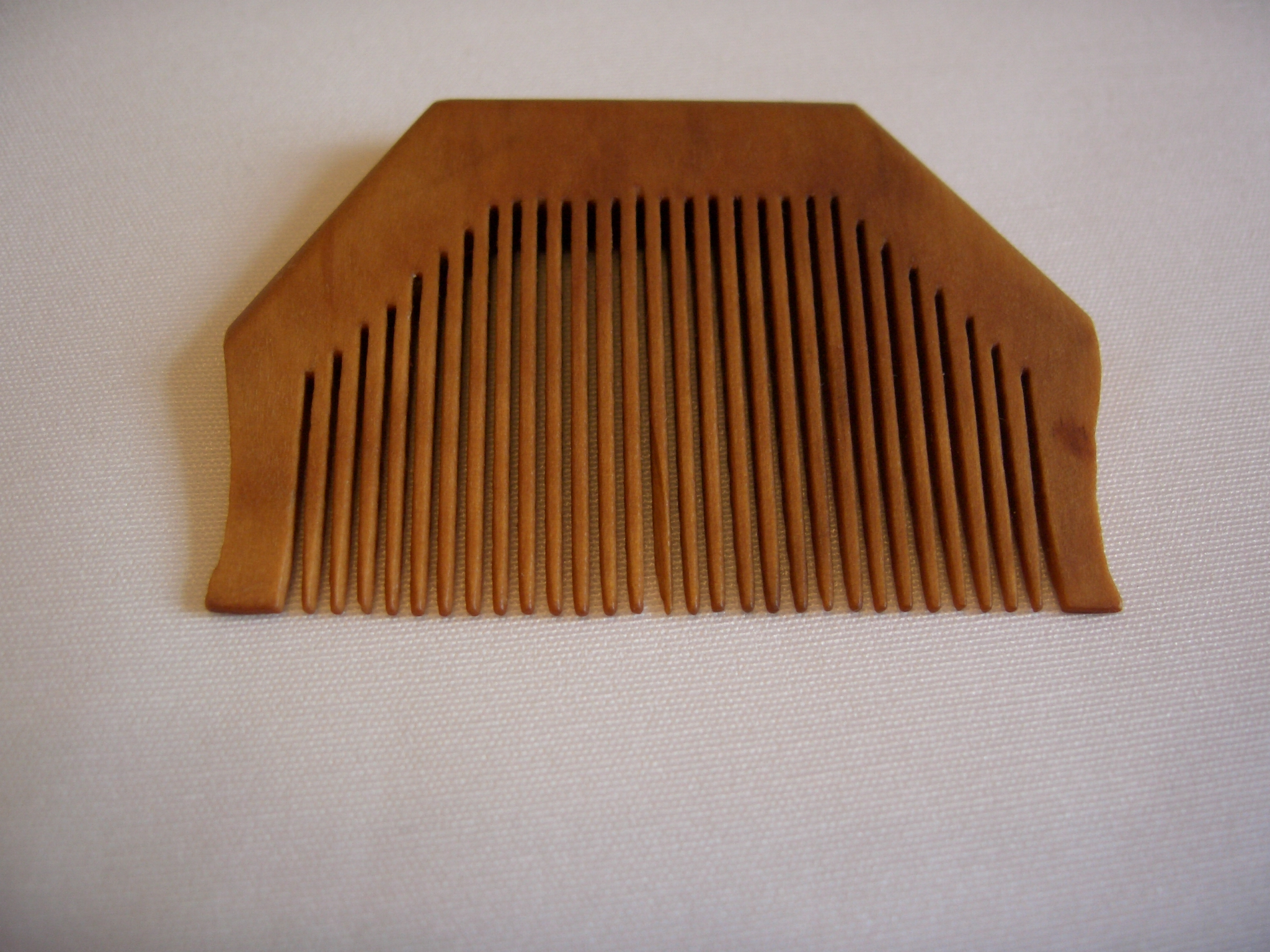
Kangh (o Kangha), il pettine ferma capelli dei sikh.

## Bibliografia

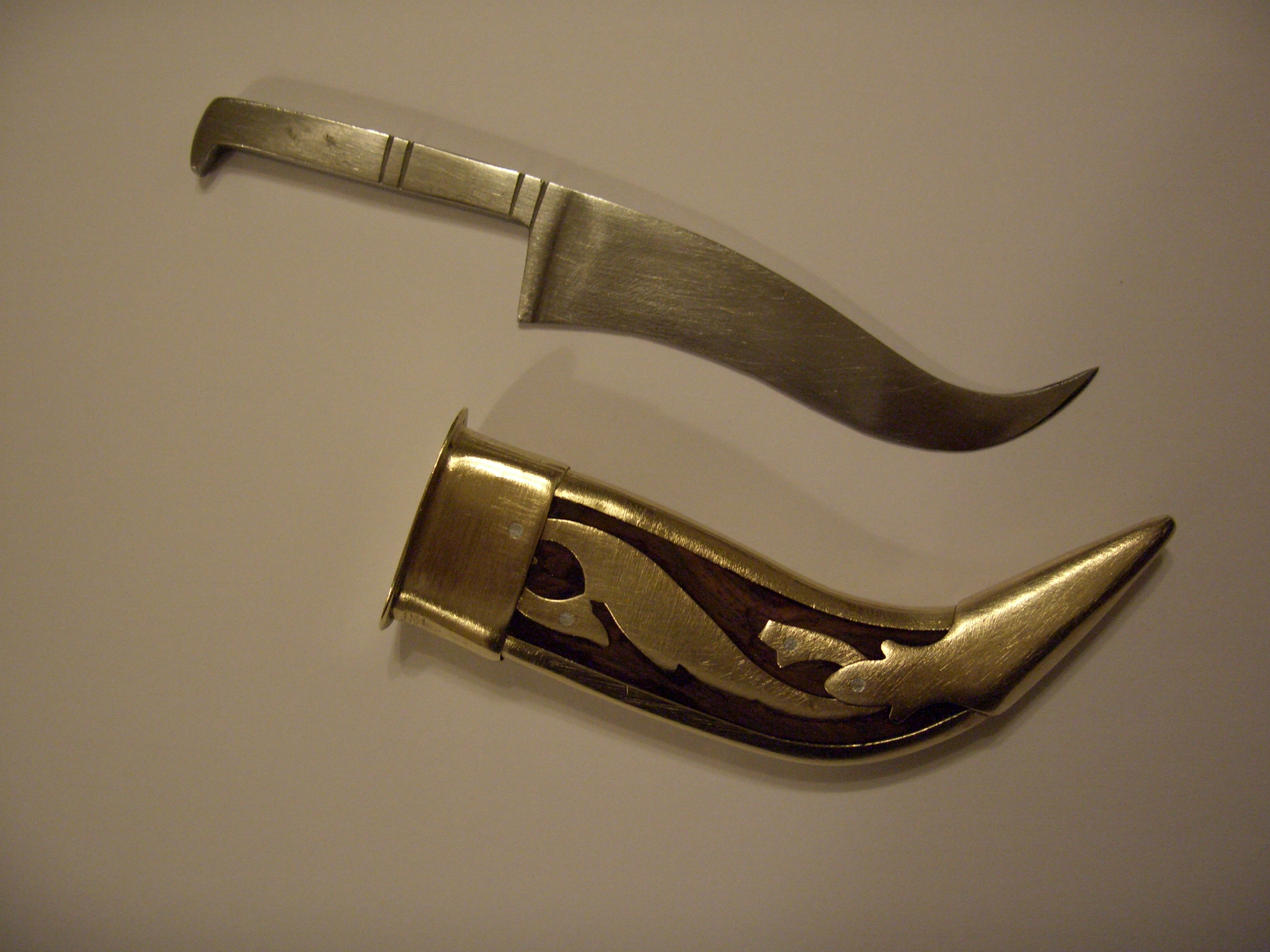
Kirpan